# Döhlau (Frankenblick)
Döhlau ist ein weilerartiger Ortsteil der Gemeinde Frankenblick im Landkreis Sonneberg in Thüringen.

## Lage
Das Dorf liegt im unteren Tal des Flüsschens Effelder an der Kreisstraße 33 und kurz vor der Grenze zu Bayern.

## Geschichte
1330/1340 wurde das Dorf erstmals urkundlich erwähnt.  Die Gemeinde geht von 1516 aus. 49 Einwohner leben 2012 im Ort.
1900 erzeugte Müller Keßler mit seiner Mühle elektrischen Strom. Er bediente die Dörfer Almerswind, Roth, Rückerswind, Korberoth und Weißenbrunn vorm Wald bereits mit Wechselstrom. Am 1. Juli 1950 wurde Döhlau nach Seltendorf eingemeindet.
Heute liegt das Dorf abseits der großen Verkehrsströme.

## Dialekt
In Döhlau wird Itzgründisch, ein unterfränkischer Dialekt, gesprochen.